# Ameghino (cráter)
Ameghino es un cráter de impacto lunar situado al norte del Sinus Successus, una bahía localizada en la parte noreste del Mare Fœcunditatis. A menos de 15 km al noreste de Ameghino se encuentran los lugares de aterrizaje de las sondas soviéticas Luna 18 y Luna 20.

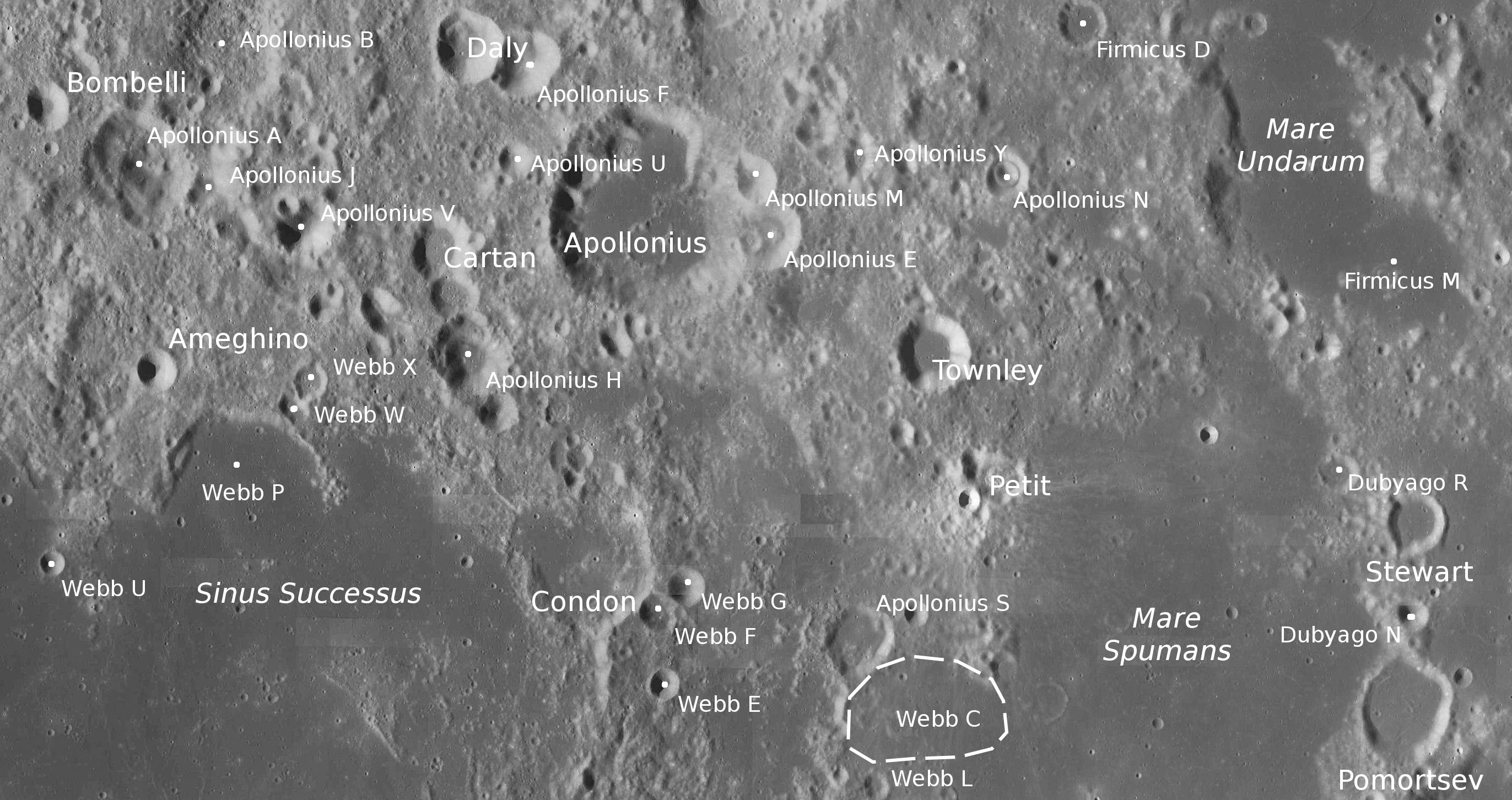
Localización de Ameghino (cerca del centro del borde izquierdo de la imagen). Fotografía de la misión LRO

Esta formación recibía el nombre de Apollonius C, siendo renombrada posteriormente por la Unión Astronómica Internacional en honor al científico y paleontólogo argentino Florentino Ameghino. El cráter Apollonius, del cual recibía el nombre, se encuentra al este-noreste.
|  |  |